# Trischistognatha pyrenealis
Trischistognatha pyrenealis is een vlinder uit de familie van de grasmotten (Crambidae). De wetenschappelijke naam van de soort is voor het eerst gepubliceerd in 1859 door Francis Walker.
De soort komt voor in het zuiden van de Verenigde Staten, Cuba, Jamaica, de Dominicaanse Republiek, Puerto Rico, Mexico, Belize, Honduras, Nicaragua en Costa Rica.